# Les Yeux brouillés
Série
Omelette
(1997) L'œuf dure
(2019)
Pour plus de détails, voir Fiche technique et Distribution.
Les Yeux brouillés est un film français réalisé par Rémi Lange, sorti en 2000.

## Synopsis
Rémi a filmé son couple avec Antoine pendant trois ans à l'aide d'une caméra Super 8.
Le film fait suite à un premier journal filmé sorti en 1997 et intitulé Omelette.

## Fiche technique
- Titre : Les Yeux brouillés
- Réalisation : Rémi Lange
- Scénario : Rémi Lange et Antoine Parlebas
- Musique : Tiburce
- Photographie : Rémi Lange et Antoine Parlebas
- Montage : Rémi Lange et Antoine Parlebas
- Production : Rémi Lange
- Société de production : Magouric Productions et Thécif
- Pays :  France et  Canada
- Genre : documentaire
- Durée : 85 minutes
- Dates de sortie : 
  -  France : 21 juin 2000

## Distinctions
Jean-Sébastien Chauvin pour les Cahiers du cinéma écrit que « sur un plan strictement formel, [le] film donne l'impression d'un brouillon. Mais cette manière séduit, prise entre des velléités auteuristes (...) et un irrémédiable penchant pour l'amateurisme, répugnant à faire de la belle image ».